# توسعه سازمانی
توسعهٔ سازمانی عبارت از کاربرد سیستمی دانش علوم رفتاری، برای توسعهٔ برنامه‌ریزی شده و تقویت و تأکید بر استراتژی‌ها، ساختارها و فرایندهای سازمانی برای بهبود اثربخشی سازمان است.
طبق نظریهٔ ریچارد بکهارد توسعهٔ سازمانی تلاشی است برنامه‌ریزی شده، در کل سازمان، هدایت شده از طرف مدیریت ردهٔ عالی سازمان برای اثربخشی و سلامت سازمان از طریق مداخلات طرح‌ریزی شده در فرایندهای سازمانی با استفاده از دانش علوم رفتاری.
مداخله‌های توسعهٔ سازمانی
۱) بلوک‌های اصلی سازنده سازمان تیم‌ها هستند، بنابراین واحدهای اصلی تغییر نیز خود تیم‌ها می‌باشند و نه افراد.
۲) کاهش رقابت نامناسب و توسعهٔ همکاری میان اجزای سازمان.
۳) تصمیم‌گیری در سازمان‌های «سالم» در محل قرارگیری منابع قرار دارد و مرتبط به وظیفه یا فرد خاصی نیست.
۴) تمام اجزای سازمان فعالیت هایشان را در مقایسه با اهداف کنترل می‌کنند. کنترل، استراتژی سازمان نبوده و موقتی است.
۵) تشویق ارتباطات آزاد و اعتماد میان تمامی سطوح سازمان.
۶) انسان‌ها از آن چیزی حمایت می‌کنند که در ساختنش نقشی داشته‌اند. افرادی که تحت تأثیر تغییر قرار می‌گیرند باید در فرایند برنامه‌ریزی و اجرای تغییر نقش فعالی داشته باشند.